# موهن‌جو دارو
موهن‌جو دارو (به اردو: موئن جودڑو) (به هندی: मोहन जोदड़ो) به معنای تپه مردگان، نام یک محوطه باستانی در ناحیه لارکانه، ایالت سند، پاکستان است. این مکان، پایتخت تمدن دره سند در ۲۶۰۰ پیش از میلاد بوده‌است. موهن جودارو از سال ۱۹۸۰، میراث جهانی یونسکو است.